# Daggskinn
Daggskinn (Veluticeps abietina) är en svampart som först beskrevs av Christiaan Hendrik Persoon, och fick sitt nu gällande namn av Hjortstam & Tellería 1990. Enligt Catalogue of Life ingår Daggskinn i släktet Veluticeps,  och familjen Gloeophyllaceae, men enligt Dyntaxa är tillhörigheten istället släktet Veluticeps,  och familjen Boreostereaceae. Arten är reproducerande i Sverige. Inga underarter finns listade i Catalogue of Life.